# 시각계
시각계(영어: visual system)는 시각을 담당하는 중추신경계의 일부이다. 이 기관은 가시광선을 받아 몸을 둘러싼 환경의 이미지를 형성한다. 시각 기관은 빛의 감지, 단일 영상의 형성, 2차원 형상의 깊이 및 간격 지각, 물체의 파악 및 분류, 신체 동작 인도 등 여러 가지 복잡한 기능을 수행한다. 이러한 정보들 외에 그것을 통한 심리학적 발현을 시각인지(visual perception)이라고 하기도 한다.

## 개요

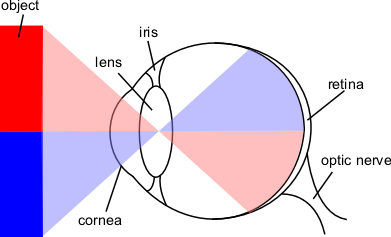
시각계의 대략적인 구조
망막에 투사된 이미지는 뒤집힌 상으로 감지된다.

이 문서에서는 주로 포유류의 시각계를 다룬다. 다른 고등동물들의 경우도 대략적인 구조는 비슷하다. 포유류의 경우, 시각계는 다음의 기관 및 조직들로 구성되어 있다.
- 눈, 특히 망막
- 시신경
- 시신경교차
- 시신경로 (옛 용어: 시삭) (optic tract)
- 외측슬상핵
- 시각로부챗살 (옛 용어: 시방선) (optic radiation)
- 시각겉질
- 시각연합영역 (visual association area)

다른 종들은 인지하는 대역이 다르다; 예를 들어, 벌은 자외선을 보며, 뱀의 경우 구멍 기관(pit organ)으로 적외선을 감지할 수 있다.

## 역사
19세기 말, 신경계에 관한 많은 사항들이 밝혀졌는데, 그 중 핵심은 뉴런이 신경계의 기본 세포이며 뇌는 그 영역마다 담당하고 있는 기능이 다르다는 사실이었다. 이런 사실들은 신경과학의 발전의 바탕이 되었다.
대뇌겉질이 기능적으로 구분되어 촉각(몸감각겉질 (somatosensory cortex)), 동작 (운동겉질 (motor cortex)), 그리고 시각 (시각겉질) 영역이 따로 있다는 개념은 프란츠 요제프 갈이 1810년 처음 제창했다.
뇌 (특히 대뇌겉질)의 기능 영역이 구분되어있다는 것에 대한 증거는 1861년 폴 브로카가 브로카 영역을 발견한 것부터 시작하여, 구스타브 프리츠와 에두아르 히치히의 1871년 운동 겉질의 발견으로 이어졌다. 데이빗 페리어는 뇌 일부에 일어난 손상과 그로 인한 기능적 영향 (손상 연구 (lesion study))을 연구하면서, 시각 기능이 뇌의 마루엽 (parietal lobe)에 집중되어있다고 발표하였다 (1876). 1881년, 헤르만 뭉크는 뒤통수엽 (occipital lobe)에 시각 영역이 있다고 다시 발표하였으며, 이는 현재 일차시각겉질 (primary visual cortex)의 위치로 알려져있다.

## 생리학

### 눈
눈은 복잡한 생물학적 기구이다. 일반적으로 눈의 작동 원리를 얘기할 때 카메라와 많이 비교하고는 하는데, 이는 둘 다 바깥의 빛을 한 초점으로 모아 빛에 민감한 영역에 투사한다는 점이 크게 유사하기 때문이다. “빛에 민감한 영역”은 카메라에서는 필름 또는 전기적 센서일 것이고, 눈에서는 늘어선 시각 수용체 (visual receptor)가 된다. 결국 눈은 마치 CCD 카메라와 같은 ‘변환기’의 역할을 한다.
눈으로 들어온 빛은 각막을 통과하면서 굴절된다. 그다음은 눈동자를 지나 (이때 직경을 홍채가 조절) 수정체에 의해 더욱 굴절된다. 각막과 수정체는 함께 마치 하나의 렌즈처럼 작용하여 망막에 뒤집혀진 상을 투사한다.

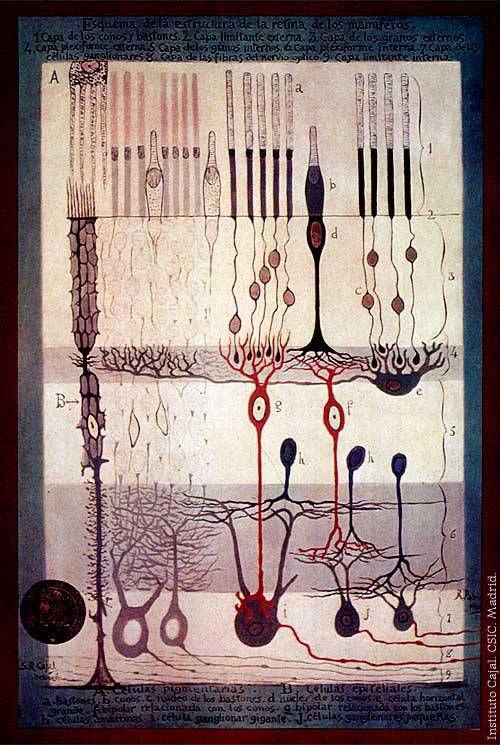
라몬 이 카할, 포유류 망막의 구조, 1900

#### 망막
망막은 옵신(opsin)이라고 하는 단백질 분자가 들어있는 수많은 빛수용체 세포 (photoreceptor cell)들로 구성되어있다. 사람의 경우, 옵신은 막대세포 (rod cell, 옛 용어: 간상 세포)와 원뿔세포 (cone cell, 옛 용어: 원추 세포) 두 종류가 있다. (세 번째 타입인 멜라놉신은 몇몇 망막 신경절 세포에 존재하나, 시각이 아닌 생체 리듬에 관여한다) 옵신은 광자를 흡수하여 세포에게 신호 전달을 하며, 그 결과 빛수용체 세포의 과분극 (hyperpolarization)이 일어난다.
막대세포와 원뿔세포는 기능이 다르다. 막대세포는 망막 가장자리에서 주로 발견되며 낮은 밝기의 빛을 보는데 쓰인다. 원뿔세포는 일반적으로 중심부인 망막중심오목(fovea)에서 발견된다. 원뿔세포는 세 가지 종류가 있으며 서로 다른 파장의 빛 (빨강, 파랑, 초록)을 흡수한다. 이렇듯 원뿔세포는 어느 정도 적당한 밝기의 빛에서 색을 구분하는 기능을 한다.
망막의 빛수용체들은 두극세포 (bipolar cell)에 직접 시냅스를 하며, 두극세포는 다시 신경절세포 (ganglion cell)에 연결되어 뇌로 활동 전위를 전달한다. 시각은 망막의 뉴런들 사이의 의사소통으로 성립된다. 대략 1억 3천만 개의 빛수용체가 빛을 흡수하고 이 정보가 약 120만 개의 신경절세포의 축색 (axon)을 통해 망막에서 뇌로 전달한다. 시각 처리 작용은 중심을 둘러싸는 두극세포와 신경절세포로 구성된 수용장(receptive fields)의 형성, 빛수용체에서 두극세포로의 수렴과 발산 등으로 나뉜다. 한편, 망막의 기타 세포들, 예를 들면 수평세포 (horizontal cell)와 무축삭세포(amacrine cell) 등등은 정보를 가측으로 전달하여 (옆에 있는 같은 층에 있는 세포들에게 전달) 수용장을 더욱 복잡하게 한다. 수용장의 어떤 부분은 색만 담당하는 한편, 어떤 부분은 동작만 담당하곤 한다.
이러한 복잡한 처리 과정의 결과 신경절 세포는 다섯 부류로 나뉘어 뇌에게 시각 정보를 전달하게 된다. 다음은 신경절 세포의 종류이다:
1. M 세포 - 큰 수용장. 색에 관계 없이 깊이를 감지하며 빠르게 자극에 적응.
2. P 세포 - 작은 수용장. 색과 모양을 감지.
3. K 세포 - 매우 큰 수용장. 색을 감지하며 모양과 깊이는 감지하지 못함.
4. 기타 매우 빛에 민감한 신경절 세포 종류.
5. 눈의 움직임에 사용되는 신경절 세포 종류.

펜실베이니아 대학의 2006년 연구에 따르면 사람 망막의 대역폭은 8960 kb/s 정도이며, 기니피그의 망막의 경우 875 kb/s라 한다.
2007년 자이디 (Zaidi)와 공동 연구자들은 원뿔 세포, 막대 세포가 없는 환자들을 대상으로 한 연구를 통해, 빛수용체 신경절 세포가 무의식적인 시각 인지 역할도 한다는 것을 밝혀냈다. 가장 민감성을 보인 빛 파장은 481nm였다. 이는 망막에서 시각을 성립하는 방식이 두 가지가 있다는 걸 의미한다 - 하나는 예의 원뿔, 막대 세포를 통한 것이고, 다른 하나는 새로이 발견된, 빛수용체 신경절 세포를 통한 것이다.

#### 광화학
시각 기관에는 레티날 (retinal)이라는 빛을 감지하는 시황 (레티닌, retinene)이라는 물질이 망막 원뿔, 막대세포에 존재한다. 레티날은 빛을 중추신경계가 이해할 수 있는 정보로 바꾸는데 중요한 기능을 한다. 빛의 존재 하에, 레티날은 구조를 바꾸면서 신경 신호를 만들어낸다.

### 신경 섬유

#### 시신경

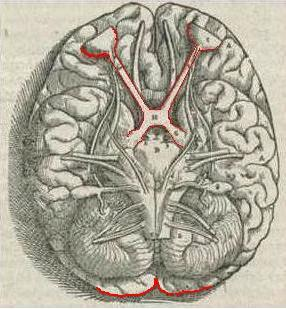
눈에서 정보가 전달되는 경로 (위), 좌우 시신경에서 온 정보는 시신경교차에서 교차하고, 외측슬상핵에서 층을 이룸. 그림 아래쪽 빨간색으로 표시된 부분이 일차 시각 겉질. (안드레아스 베살리우스의 파브리카 (Fabrica)의 이미지 1543

눈을 통해 들어온 시각 정보는 시신경을 통해 정보가 뇌로 전달된다. 이 중 90%의 축삭은 시상의 외측슬상핵으로 간다. 이 축삭들은 망막의 M, P, K 세포로부터 나온다. 이렇듯 각각의 정보들은 서로 다른 경로로 감각이 만들게 된다. 일부 축삭들은 중간뇌의 위둔덕 (superior colliculus)으로 정보를 보내며, 이는 눈의 움직임(saccades)을 돕는다.
마지막으로 남은 멜라놉신을 가진 빛수용체 신경절 세포들은 망막시상하부로 (retinohypothalamic tract, RHT)를 통해 덮개앞부분 (pretectum) (동공 반사의 경로)으로 가며, 여기서 생체 리듬과 잠을 조절하는 부분들, 예를 들어 시각교차 위핵 (suprachiasmatic nucleus, SCN, ‘생체 시계’)이나 복외측시각교차전핵 (ventrolateral preoptic nucleus, VLPO, 수면 조절)으로 이어진다. 한편 최근에는 빛수용체 신경절 세포들이 의식, 무의식적 시각까지 중개한다는 사실이 발견되었다 - 이는 원뿔 및 막대세포가 없는 눈에서 명암을 감지하던 흔적이라고 추측되고 있다.

#### 시신경교차
두 눈에서 온 시각 신경은 뇌의 시상하부 아래에 위치한 시신경 교차부에서 교차한다. 여기서 두 눈에서 온 정보는 한 점으로 모였다가 담당하는 겉질로 흩어진다. 이 결과 시야의 오른쪽 반은 뇌의 왼쪽 반이 담당하고, 왼쪽 반의 시야는 오른쪽 반의 겉질이 담당한다. 다시 말해, 일차 시각 겉질의 왼쪽은 오른쪽 반을, 겉질의 오른쪽은 왼쪽 반의 시야를 처리하게 되는 것이다. 시야 중앙의 작은 부분은 뇌의 양쪽 겉질이 처리한다.

#### 시신경로
시야 오른쪽에서 온 정보는 왼쪽 시신경로를 따라 전달된다. 왼쪽 시야의 정보는 오른쪽 시신경로를 따라 전달된다. 각 시신경로는 시상의 외측슬상핵(LGN)에서 끝을 맺는다.

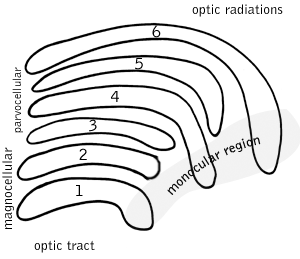
LGN의 여섯 가지 층

### 외측슬상핵
외측슬상핵(가측무릎핵)는 뇌 시상에서 감각 정보를 중개하는 신경핵이다. LGN은 사람과 다른 유인원에서는 6가지 층으로 이루어져있다. 1, 4, 6층은 반대측에 있는 코쪽 시야의 정보에 반응한다; 2, 3, 5층은 교차하지 않은 동측의 신경 섬유를 받아 관자놀이쪽 시야 정보에 반응한다. 1층에는 M 세포가 있으며, 이는 반대쪽 눈 시각 신경의 M 세포에 반응하여 깊이 또는 동작 정보에 관련되어있다. LGN의 4 & 6층 역시 반대쪽 눈과 이어지나, P 세포에 대응된다 (색과 가장자리 정보 담당). 한편으로, LGN 2, 3, 5층은 동측의 시신경 M, P 세포에 대응된다. LGN의 6층은 넓이가 신용 카드 정도이나, 두께는 그 세 배 정도이며, 두 개의 작은 새알처럼 타원체 형태를 하고 있다. 6개의 층 사이에는 망막의 K 세포 (색 담당)에서 정보를 받는 작은 세포가 위치하고 있다. 이다음 LGN의 뉴런은 뇌의 뒤쪽에 있는 뒤통수엽 새발톱고랑 (calcarine sulcus)에 있는 일차시각겉질 (V1)로 이어진다.

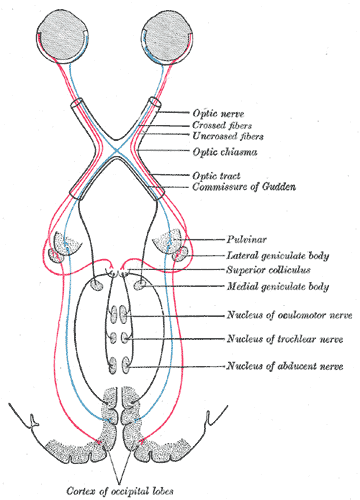
그레이 해부학 FIG. 722– 시각신경과 시신경로의 연결을 보여주는 그림

### 시각로부챗살
시각로부챗살 (optic radiation)은 시상의 가쪽무릎체에서 시각겉질의 네 번째 층으로 정보를 보낸다. LGN의 P층 신경은 V1 층 4C β 구역으로 이어진다. M층 신경은 V1 층 4C α으로 이어진다. LGN의 K층 신경은 V1의 2, 3층의 큰 신경세포로 이어진다.
구석 쪽 시야의 경우 시신경로와 V1의 신경 위치는 교차 없이 직접적인 연관이 있다. V1의 이행부에서는 다시 정보 전달 경로가 복잡하게 얽힌다.

### 시각겉질

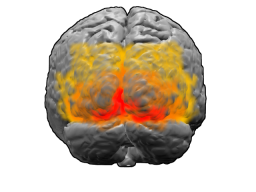
시각겉질: V1, V2, V3, V4, V5 (MT라고도 함)

시각겉질은 인간의 뇌에서 가장 큰 영역이며 시각 정보를 처리하는 것을 담당한다. 위치는 뇌 뒤쪽 소뇌 위에 있다 (그림에 표시된 부분). LGN에서 바로 정보를 받는 부분을 일차시각겉질 (V1과 줄무늬겉질 (striate cortex) 포함)이라고 한다. 시각 정보는 그다음 겉질의 정해진 지역으로 순서대로 전달된다. 이 지역에는 V2, V3, V4와 V5/MT 영역 등이 있다 (전달 순서는 종에 따라 다르다). 이들은 이차시각영역 (secondary visual area)으로 다양한 시각 정보를 처리하고 있다. 예를 들어 V1, V2의 신경은 물체의 경계와 코너를 감지한다. 또, 색과 동작에 관한 기본 정보도 여기서 처리된다.

### 시각연합겉질
시각 정보가 시각겉질 내에서 전달되면서, 전달 경로는 더욱 복잡해진다. V1 신경은 2차원적인 정보에 선택적으로 반응하는 한편, 가측 후두부의 신경들은 완전한 물체에 반응하며, 시각연합겉질의 신경들은 사람의 얼굴이나 특정 물체에 특이적으로 반응한다. 이런 복잡한 정보 전달 경로는 크게 두 가지: 등쪽 경로 (dorsal stream)와 배쪽 경로 (ventral stream)로 나눌 수 있다 (웅거라이더 (Ungerleider)와 미슈킨 (Mishkin)이 “이중 경로 가설 (Two Streams hypothesis)”에서 처음 제안). 등쪽 경로는 “어디” 경로 ("where" stream)란 별명으로 불리며, 공간적인 정보를 처리하고, 눈과 손의 움직임을 담당하는 영역과 소통한다. 이런 식으로 동작에 관련된 역할 때문에, 이 영역은 “어떻게” 경로 ("how" stream)라는 이름으로도 불리고 있다. 배쪽 경로는 “무엇” 경로 ("what" stream)라고 하며, 시각적 자극의 인식, 확인과 분류 등을 담당한다.

## 같이 보기
- 눈
- 시각
- 착시
- 컴퓨터 비전
- 주시 반사

## 참고 문헌
- Ibn al-Haytham (1021년). 《Book of Optics》.: 베살리우스보다 522년 앞서 시각 신경에 대한 그림 기록을 남김.
- J. Bellingham, SE Wilkie, AG Morris, Bowmaker (1997년). 《Characterisation of the ultraviolet-sensitive opsin gene in the honey bee, Apis mellifera》..
- Gross, Charles G. (1994년). 《How Inferior Temporal Cortex Became a Visual Area》. 《Cereb. Cortex》.
- David H. Hubel (1989년). 《Eye, Brain and Vision》. Scientific American Library..
- R. J., S. Hattar,  M. Takao,  D. M. Berson,  R. G. Foster, K. W. Yau. 《Diminished Pupillary Light Reflex at High Irradiances in Melanopsin-Knockout Mice》..
- David Marr (1982). 《Vision: A Computational Investigation into the Human Representation and Processing of Visual Information》. San Francisco: W. H. Freeman..
- John Nolte (2002년). 《The Human Brain: An Introduction to Its Functional Anatomy. 5th Ed》. Mosby..
- R.W. Rodiek (1988년). 《"The Primate Retina"》. A.R. Liss.. (H.D. Steklis & J. Erwin 편집) pp. 203–278.
- Safer, Grace (2004년). 《Infrared imaging in vipers: differential responses of crotaline and viperine snakes to paired thermal targets》. .
- Schiller, P. H. (1986년). 《The central visual system》.
- Matthew Schmolesky. 《The Primary Visual Cortex》. 2004년 12월 29일에 원본 문서에서 보존된 문서. 2005년 1월 1일에 확인함..
- Martin J. Tovée (1996년). 《An introduction to the visual system》. Cambridge University Press. (pp. 180–198. Index, pp. 199–202. 202쪽)
- Andreas Vesalius (1543년). 《De Humani Corporis Fabrica (On the Workings of the Human Body)》.
- Torsten Wiesel, David H. Hubel (1963년). 《The effects of visual deprivation on the morphology and physiology of cell's lateral geniculate body》..
- Zaidi, Hull, Peirson, Wulff, Aeschbach, Gooley JJ, Brainard GC, Gregory-Evans K, Rizzo JF 3rd, Czeisler CA, Foster RG, Moseley MJ, Lockley SW (2007년). 《Short-wavelength light sensitivity of circadian, pupillary, and visual awareness in humans lacking an outer retina》.